# Новомурадимівська печера
Новомурадимівська (рос. Новомурадымовская) — печера в Башкортостані, Росія. Печера горизонтального типу простягання. Загальна протяжність — 1370 м. Глибина печери становить 32 м. Категорія складності проходження ходів печери — 2А. Печера відноситься до Приїкського підрайону Бєлорецького району Зілаїрської області Центральноуральської спелеологічної провінції.